# Salacia villiersii
Salacia villiersii är en benvedsväxtart som beskrevs av N. Hallé. Salacia villiersii ingår i släktet Salacia och familjen Celastraceae. Inga underarter finns listade.